# (27052) Katebush
(27052) Katebush ist ein Asteroid des inneren Hauptgürtels, der am 21. September 1998 im Rahmen des OCA-DLR Asteroid Surveys (O.D.A.S.), einem Projekt des OCA (Observatoire de la Côte d’Azur) und des DLR (Deutsches Zentrum für Luft- und Raumfahrt), am 90-cm-Schmidt-Teleskop des französischen Observatoire de Calern (IAU-Code 910) entdeckt wurde.
Mittlere Sonnenentfernung (große Halbachse), Exzentrizität und Neigung der Bahnebene des Asteroiden ähneln den Bahndaten der Mitglieder der Flora-Familie, einer großen Gruppe von Asteroiden, die nach (8) Flora benannt ist. Asteroiden dieser Familie bewegen sich in einer Bahnresonanz von 4:9 mit dem Planeten Mars um die Sonne. Die Gruppe wird auch Ariadne-Familie genannt, nach dem Asteroiden (43) Ariadne.
(27052) Katebush wurde am 16. Januar 2014 nach der britischen Sängerin und Songwriterin Kate Bush benannt. In der Widmung besonders hervorgehoben wurde ihr Lied Hello Earth aus ihrem Album aus dem Jahr 1985 Hounds of Love.